# Тімберлейк (Вірджинія)
Тімберлейк (англ. Timberlake) — переписна місцевість (CDP) в США, в окрузі Кемпбелл штату Вірджинія. Населення — 13 267 осіб (2020).

## Географія
Тімберлейк розташований за координатами 37°18′58″ пн. ш. 79°14′50″ зх. д. / 37.31611° пн. ш. 79.24722° зх. д. (37.316141, -79.247226).  За даними Бюро перепису населення США в 2010 році переписна місцевість мала площу 29,33 км², з яких 29,01 км² — суходіл та 0,33 км² — водойми.

## Демографія
Згідно з переписом 2010 року, у переписній місцевості мешкали 12 183 особи в 5169 домогосподарствах у складі 3354 родин. Густота населення становила 415 осіб/км².  Було 5487 помешкань (187/км²).
Расовий склад населення:
| - 85,9 % — білих - 8,0 % — чорних або афроамериканців - 2,5 % — азіатів - 0,2 % — корінних американців - 1,5 % — осіб інших рас |

До двох чи більше рас належало 1,9 %. Частка іспаномовних становила 2,9 % від усіх жителів.
За віковим діапазоном населення розподілялося таким чином: 21,4 % — особи молодші 18 років, 62,5 % — особи у віці 18—64 років, 16,1 % — особи у віці 65 років та старші. Медіана віку мешканця становила 38,6 року. На 100 осіб жіночої статі у переписній місцевості припадало 90,6 чоловіків;  на 100 жінок у віці від 18 років та старших — 87,4 чоловіків також старших 18 років.
Середній дохід на одне домашнє господарство  становив 59 555 доларів США (медіана — 48 875), а середній дохід на одну сім'ю — 68 405 доларів (медіана — 59 045). Медіана доходів становила 41 596 доларів для чоловіків та 31 612 долари для жінок. За межею бідності перебувало 12,3 % осіб, у тому числі 18,1 % дітей у віці до 18 років та 3,5 % осіб у віці 65 років та старших.
Цивільне працевлаштоване населення становило 6101 осіб. Основні галузі зайнятості: освіта, охорона здоров'я та соціальна допомога — 26,0 %, роздрібна торгівля — 14,8 %, виробництво — 14,2 %.